# ENIGMA2000
ENIGMA2000 (European Numbers Information Gathering and Monitoring Association, dalla lingua inglese associazione europea per la raccolta di informazioni e il monitoraggio delle numbers station) è un gruppo di radioascolto in onde corte, dedicato alle numbers station e ad altre trasmissioni misteriose. Il gruppo è nato da alcuni membri dell'originario gruppo ENIGMA che, dopo la cessazione delle newsletter e lo scioglimento di quest'ultimo, hanno deciso di continuare le attività di raccolta informazioni e monitoraggio.
Mentre le newsletter di ENIGMA erano cartacee, ENIGMA2000 si coordina mediante internet, tramite un gruppo Yahoo e pubblicando una newsletter ogni due mesi. Tramite il mezzo digitale, i membri del gruppo condividono i dati raccolti da ognuno e condividono i propri libri di stazione, attività che nel gruppo ENIGMA avvenivano per via postale.